# 遙かなる山の呼び声
『遙かなる山の呼び声』（はるかなるやまのよびごえ）は、1980年3月15日に公開された日本映画。山田洋次監督によるいわゆる民子三部作（1970年の『家族』、1972年の『故郷』、本作）の第3作。
2018年にテレビドラマ化された。

## 解説
『男はつらいよ』シリーズを手がけてきた山田洋次が監督・脚本を担当している。北海道東部の中標津町を舞台に見事な四季の映像を織り込んでいる。映画『幸福の黄色いハンカチ』の高倉健、倍賞千恵子、武田鉄矢に吉岡秀隆、ハナ肇が加わり、渥美清が友情出演している。
ヴィクター・ヤングによる映画『シェーン』の主題曲の邦題「遙かなる山の呼び声」（原題：The Call of the Faraway Hills）から着想を得て制作され、一種のオマージュ作品となっている。
零細酪農家を取り上げた作品ということで当初牧場所有者はロケ地提供を渋っていたが、倍賞との交流を通じて承諾した。倍賞はその後、毎年の半分をこの牧場で私的に過ごすようになった。
梅田松竹会館（後の梅田ピカデリー）のこけら落とし上映作品でもある。

## ストーリー
春
北海道、中標津の酪農地帯。ある嵐の夜、1人の男（高倉健）が酪農を営む風見民子（倍賞千恵子）のもとを突然訪れ、雨風しのぎにどこでもいいので泊めてほしいと懇願。民子は男を物置小屋に泊まらせる。深夜の牛の出産を手伝った翌朝、男は礼を言い立ち去るが、民子の息子から礼金を受け取るときに父親を亡くしたことを知る。
夏

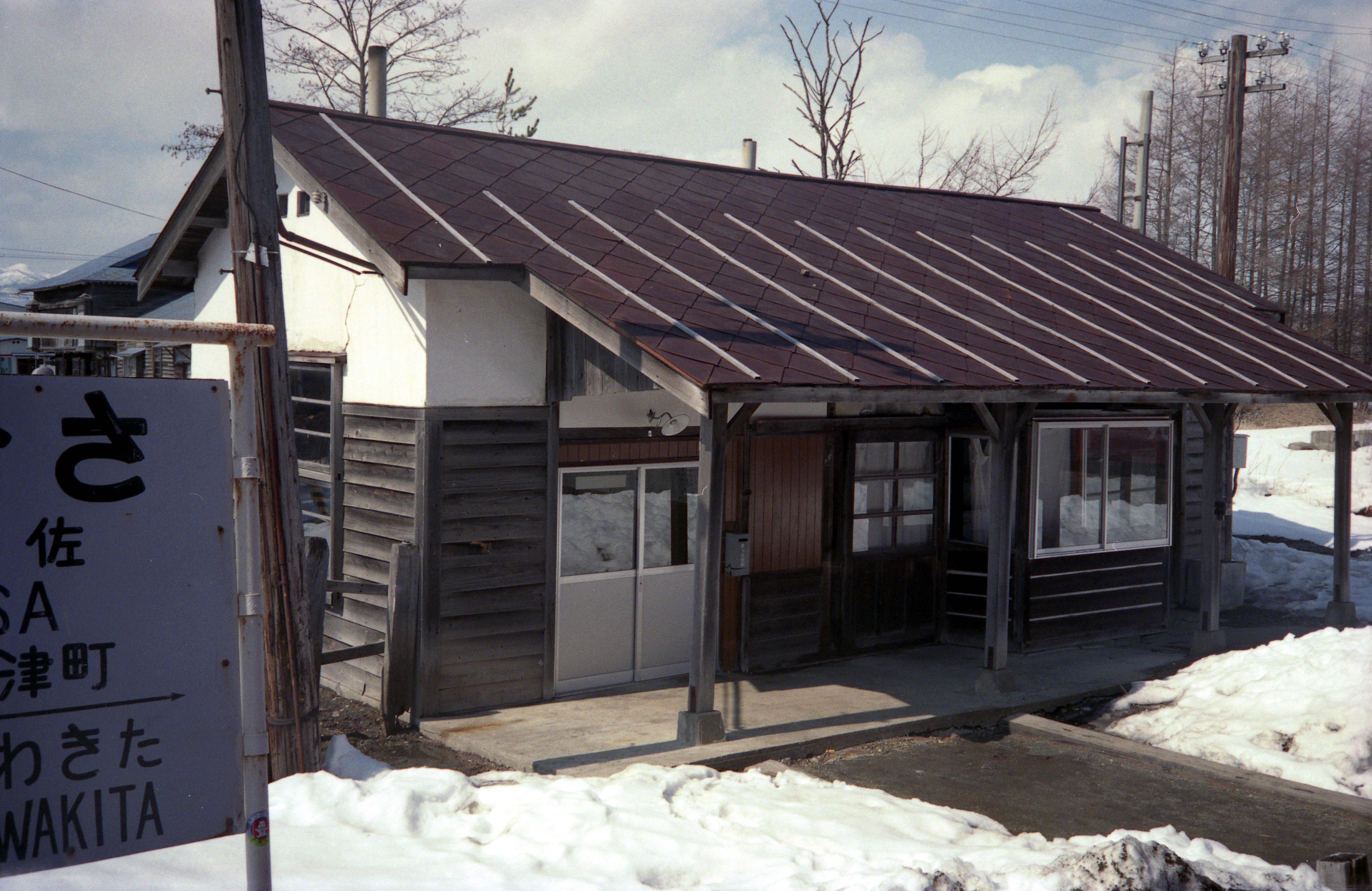
田島が兄と再会するシーンの撮影が行われたJR標津線上武佐駅（写真は廃止1ヵ月前の1989年3月に撮影）

再びその男、田島が民子のもとを訪れ自分を農作業員として雇うよう懇願する。民子は一人息子の武志（吉岡秀隆）を育てつつ、夫の精一が開拓した農場を女手一つで営む未亡人であった。民子は田島をしぶしぶ雇い入れたが、当初は田島に警戒感を隠さなかった。ある日、民子に好意を寄せる虻田太郎（ハナ肇）が現れ、民子に乱暴しかける。それを目撃した田島は水をかけて追い返したが、虻田太郎は兄弟を引き連れ仕返しにやって来る。そして草原で虻田3兄弟と決闘をする事に。しかし3人は簡単にやられてしまい、手打ちと言うことで逆に田島を兄貴と慕うようになる。民子が農場での作業中に腰を痛めて入院している間に武志は田島にすっかり懐いてしまい、その息子の姿や虻田3兄弟に慕われる田島の実直な性格を見るうちに、田島にだんだんと好意を寄せるようになる。田島も函館からはるばる訪ねてきた兄の駿一郎（鈴木瑞穂）に、しばらく民子の農場に居るつもりだと打ち明けるように、落ち着きたい気持ちが湧いていた。
秋
田島は草競馬に参加して見事優勝。しかし長居することで身辺に警察の捜査が迫ってきたことを知り、田島は民子らのもとを去る決意をする。その晩、別れを告げると同時に、隠し通してきた過去を民子に告白。2年前、田島は借金を苦に自殺した自分の妻を葬式の席で罵った金融屋を殴り殺してしまい、警察の捜査から逃げていると言うのだ。それを聞いた民子はショックを隠せないで居た。その夜、牛が急病になる。民子は急ぎ飲み屋で飲んでいた獣医（畑正憲）を呼んで診察を受けさせる。稼ぎ頭の牛が危ないという辛い状況の中で、民子は田島に「行かないで、私寂しい」とすがりついてしまう。明け方までには牛の手術も終わり騒ぎも収拾した。と間もなく農場のそばにパトカーがやって来て、田島は立ちつくす民子と「おじちゃん！どこ行くの？」と泣きながら追いかける武志の元から去って行く。
冬
田島に傷害致死として懲役2年以上4年以下の刑が確定。ラストシーン、国鉄釧網本線弟子屈駅（現在のJR北海道釧網本線摩周駅、急行大雪は通らないがロケは弟子屈駅で行われた）に停車中の急行列車（「大雪」号）の車中に網走刑務所へ護送される田島を虻田が見つける。そして民子が田島の座る席まで来るのだが、護送職員の目を気にして声をかけられないでいる。そこで虻田は向かい側のボックス席に民子と座り、彼女が酪農を辞めて武志と中標津の町で暮らしながら田島を待っているということを民子との会話にして田島に聞かせる。そして民子は黄色いハンカチを田島に渡し、田島は涙を拭いながら窓に顔を向けるのであった。

## 出演
本編クレジットの表記順に記載。
- 田島耕作：高倉健
- 風見民子：倍賞千恵子
- 風見武志：吉岡秀隆
- 勝男（民子の従弟）：武田鉄矢
- 佳代子（勝男の新妻）：木ノ葉のこ
- 田島駿一郎（耕作の実兄）：鈴木瑞穂
- 隣家の主婦：杉山とく子
- 護送員：下川辰平
- 福士：小野泰次郎
- 刑事：園田裕久
- 刑事：青木卓司
- 虻田三郎：粟津號
- 虻田次郎：神母英郎
- ひとみ：大竹恵
- 護送員：笠井一彦
- 乗客：篠原靖夫
- 判事：土田桂司
- 弁護士：高木信夫
- 住民：入江正夫
- 虻田太郎（北海料理「オホーツク」社長）：ハナ肇
- 近藤（人工授精師）：渥美清　特別出演
- 獣医：畑正憲

## スタッフ
本編クレジットの表記順に記載。
- 監督・原作：山田洋次
- 製作：島津清
- 製作補：小坂一雄
- 脚本：山田洋次、朝間義隆
- 撮影：高羽哲夫
- 美術：出川三男
- 音楽：佐藤勝
- 録音：中村寛
- 録音補：原田真一
- 調音：松本隆司
- 照明：青木好文
- 編集：石井巌
- スチール：長谷川宗平
- 監督助手：五十嵐敬司
- 装置：小川勝男
- 装飾：町田武
- 衣裳：松竹衣裳
- 現像：東洋現像所
- 進行：玉生久宗
- 協力：北海道中標津町
- 製作主任：峰順一
- 映倫：19860

## 受賞
- モントリオール世界映画祭（1980年）
  - 審査員特別賞
- 第35回毎日映画コンクール（1980年）
  - 日本映画優秀賞
  - 女優演技賞（倍賞千恵子）
- 第4回日本アカデミー賞（1981年）
  - 最優秀脚本賞（朝間義隆・山田洋次）[注 5]
  - 最優秀主演男優賞（高倉健）[注 6]
  - 最優秀主演女優賞（倍賞千恵子）[注 5]
  - 最優秀音楽賞（佐藤勝）
  - 優秀作品賞
  - 優秀監督賞（山田洋次）[注 5]
  - 優秀録音賞（中村寛）
- 第5回報知映画賞
  - 主演女優賞（倍賞千恵子）

## テレビドラマ
NHK BSプレミアム「スーパープレミアム」のスペシャルドラマとして、2018年11月24日の21時から22時29分に放送された。主演は阿部寛。
原作映画の設定に新たな登場人物や要素を加え、4K映像にて制作する。
2022年9月17日に続編となる『続 遙かなる山の呼び声』が放送された。
2023年9月23日から10月14日まで、『遙かなる山の呼び声』のタイトルでNHK総合の「土曜ドラマ」枠で放送された。これまで放送された2作品に未公開シーンを追加したディレクターズカット版として放送される。

### キャスト

#### 主要人物
- 森山（田島）耕作 - 阿部寛
- 風見民子 - 常盤貴子
- 虻田太郎 - 筧利夫[11]
- 風見武志 - 佐藤優太郎[11]
- 森山加奈 - 真飛聖[12]（続編）
- 西川浩介 - 藤井隆[10]（続編）
- 大沢鈴江 - 高畑淳子[11]
- 風見吉雄 - 中原丈雄[11]

#### その他
- 虻田次郎 - キンタカオ
- 虻田三郎 - 松本実
- 大沢悟 - 清水優
- 中村巡査 - 松澤一之
- 山中刑事 - 石住昭彦
- 大角獣医 - 桂雀々
- 裁判長 - 小野了
- 看護師 - 鈴木美恵子
- 作業員 - 兼松若人
- 法廷の看守 - 木下政治
- 刑事 - 俵広樹
- 法廷の係員 - 豊田茂
- 瀬戸俊次 - 北山雅康[10]（続編）
- 溝口社長 - 金田明夫[10]（続編）
- マダム - 山下容莉枝[10]（続編）
- 松戸一晃、カサノバ・アリーナ、ナターシャ・シルキナ

### スタッフ（テレビドラマ）
- 原作 - 山田洋次[7][13]
- 脚本
  - 第1作 - 山田洋次、坂口理子[7]
  - 続編 - 山田洋次、石川勝己
  - 連続ドラマ - 山田洋次、坂口理子、石川勝己[13]
- 演出 - 朝原雄三[7]
- 音楽 - 沢田完[13]
- 撮影 - 上野彰吾
- 制作統括
  - 第1作 - 出水有三（NHK）、亀井威（松竹）[7]
  - 続編・連続ドラマ - 亀井威（松竹）、樋口俊一（NHK）[13]
- プロデューサー - 嶋村希保（松竹）[13]（続編・連続ドラマ）
- ロケ協力 - 中標津町
- 制作著作 - NHK、松竹

### 関連番組
山田洋次と語る“遙（はる）かなる山の呼び声”
- 初回放送：2018年11月18日 23時20分 - 23時49分、NHK BSプレミアム
- 出演：山田洋次、阿部寛、常盤貴子、朝原雄三
- アナウンサー：桜井洋子
- 内容：メイキング映像、主演・阿部寛のインタビュー、山田洋次・常盤貴子・朝原雄三による鼎談など。

| NHK総合 土曜ドラマ                     | NHK総合 土曜ドラマ                              | NHK総合 土曜ドラマ                      |
| 前番組                                 | 番組名                                          | 次番組                                  |
| -------------------------------------- | ----------------------------------------------- | --------------------------------------- |
| やさしい猫 （2023年6月24日 - 7月29日） | 遙かなる山の呼び声 （2023年9月23日 - 10月14日） | ガラパゴス （2023年11月4日 - 11月25日） |